# سيد محمد ولد بمب
سيد محمد ولد بمب (1975 - ) شاعر موريتاني، تربى وترعرع في مدينة كيفة وسط موريتانيا، درس القرآن واللغة على يد والده، شارك في عدة مسابقات شعرية وأدبية، فاز بلقب أمير الشعراء في مسابقة أمير الشعراء لعام 2008 م.